# سلفاميثوكسازول
سلفاميثوكسازول (بالإنجليزية: Sulfamethoxazole اختصارا SMZ أو SMX)‏ هو مضاد حيوي مشتق من السلفوناميد. مضاد للجراثيم (Antibacterial agent)

## آلية العمل

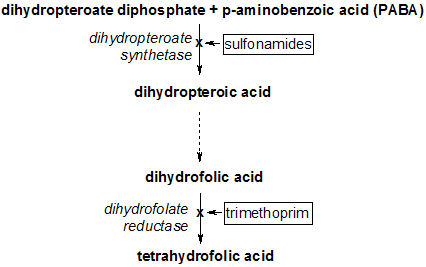
مسار تخليق رباعي هيدروفولات

يعمل على تثبيط نشاط وتكاثر الخلايا البكتيرية من خلال تثبيط صنع أنزيمات معينة تحتاجها البكتيريا في نموها ونشاطها. يعمل على مجموعة كبيرة من الجراثيم سالبة الغرام(gram negative)، و بعض الجراثيم موجبة الغرام (gram positive) مثل الإشريكية القولونية( E.coli)، كلبسيلا (Klebsiella)، أنواع مستضد الأمعائيات (Enterebacter)، المورغنيلة المورغانية (Morganella Morganii)، المتقلبة الرائغة (Proteus mirabilis)، المتقلبة الاعتيادية Proteus Vulgaris و غيرها. يتوفر العلاج عادة مع التريميثوبريم (Trimethprime)، حيث يعمل على زيادة قوة تأثير السلفاميثوكسازول على الجراثيم المختلفة.

## الاستعمالات الطبية
يستخدم العلاج في:
- بعض حالات عدوى الجهاز البولي، التهاب الأذن الوسطى الحاد في الأطفال، المضاعفات الحادة لحالات التهاب القصبات المزمن في البالغين، علاج أو الوقاية من ذات الرئة الناتجة عن المتكيسة الرئوية الجيروفيسية (Pneumocystis jirovec) حالات إسهال المسافرين، التهاب الأمعاء الناتج عن بكتيريا الشيغيلا (Shigella)
- قد يعطى العلاج بالحقن في الوريد في الحالات المعقدة أو الشديدة والتي لا ينفع معها استخدام الحبوب أو الشراب الفموي.
- قد يستخدم العلاج في استخدامات أخرى يحددها الطبيب.

## الجرعة
فموياً
- البالغون: 2 غ تتبع بـ 1 غ/مرتين باليوم.
- في الإنتانات الشديدة: 1 غ 3 مرات/يوم.
- الأطفال: بدئياً 50-60 ملغ/كغ ثم تتبع بـ 25-30 ملغ/كغ/مرتين باليوم بحيث لا تزيد الجرعة اليومية الكلية عن 75 ملغ/كغ.

## التخليق

تخليق السلفاميثوكسازول

## الأعراض الجانبية
من أعراض العلاج الجانبية (الأكثر شيوعا):
- غثيان، تقيؤ، فقدان الشهية، إسهال، طفح جلدي.
- ردود فعل تحسسية، حمى، اندفاعات جلدية، حكة.
- ردود فعل تحسسية ضوئية، التهاب جلد تقشري.[9]

## التداخلات الدوائية
إذا كنت تتناول أي من الأدوية التالية أخبر الطبيب أو الصيدلاني، فقد تحتاج إلى تعديل الجرعة أو إجراء فحوصات معينة :
- علاجات السكري مثل الغليبيزيد، غليبيوريد، كلوربروباميد، تولبيوتاميد، تولازاميد
- علاجات الصرع أو نوبات التشنج مثل فينيتوين
- العلاجات المدرة للبول
- ميثوتريكسات
- علاجات ارتفاع ضغط الدم أو أمراض القلب مثل: كابتوبريل، فوسينوبريل، إينالابريل، ليسينوبريل، راميبريل وغيرها.